# Greenback
Greenback é uma cidade localizada no estado norte-americano de Tennessee, no Condado de Loudon.

## Demografia
Segundo o censo norte-americano de 2000, a sua população era de 954 habitantes.
Em 2006, foi estimada uma população de 1034, um aumento de 80 (8.4%).

## Geografia
De acordo com o United States Census Bureau tem uma área de
18,6 km², dos quais 18,3 km² cobertos por terra e 0,3 km² cobertos por água.

## Localidades na vizinhança
O diagrama seguinte representa as localidades num raio de 20 km ao redor de Greenback.